# Annemirl Bauer

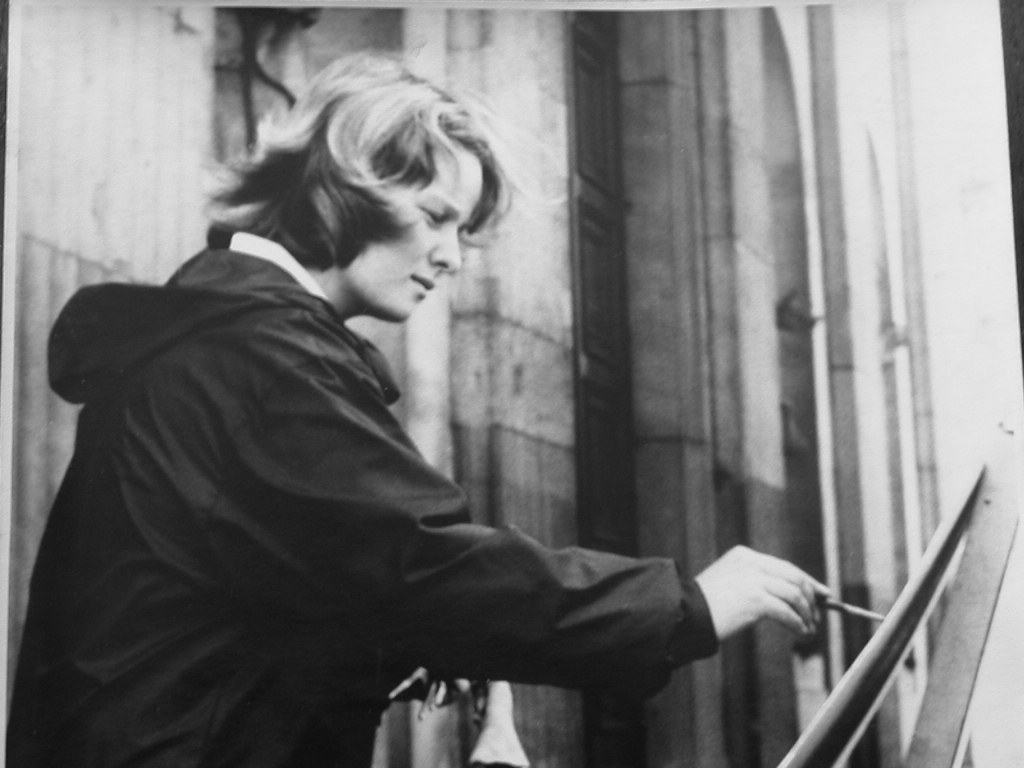
Annemirl Bauer um 1966

Annemirl Bauer (* 10. April 1939 in Jena; † 23. August 1989 in Berlin-Friedrichshain) war eine deutsche Malerin und Grafikerin. Sie gehörte zu den Regimekritikern in der DDR.

## Biografie

### Ausbildung
Annemirl Bauer wurde als Tochter der Malerin Tina Bauer-Pezellen und des Fotografen Siegbert Bauer in Jena geboren. Von 1955 bis 1958 besuchte sie die Fachschule für angewandte Kunst, Fachbereich Keramik und Spielzeuggestaltung, in Sonneberg. Anschließend absolvierte sie ein Abendstudium an der Dresdner Kunstakademie, von 1960 bis 1962 ein Studium an der Kunsthochschule Berlin-Weißensee im Fach Malerei und Grafik bei Fritz Dähn und von 1962 bis 1965 unter anderem bei Walter Womacka und Arno Mohr.

### Künstlerische Tätigkeit

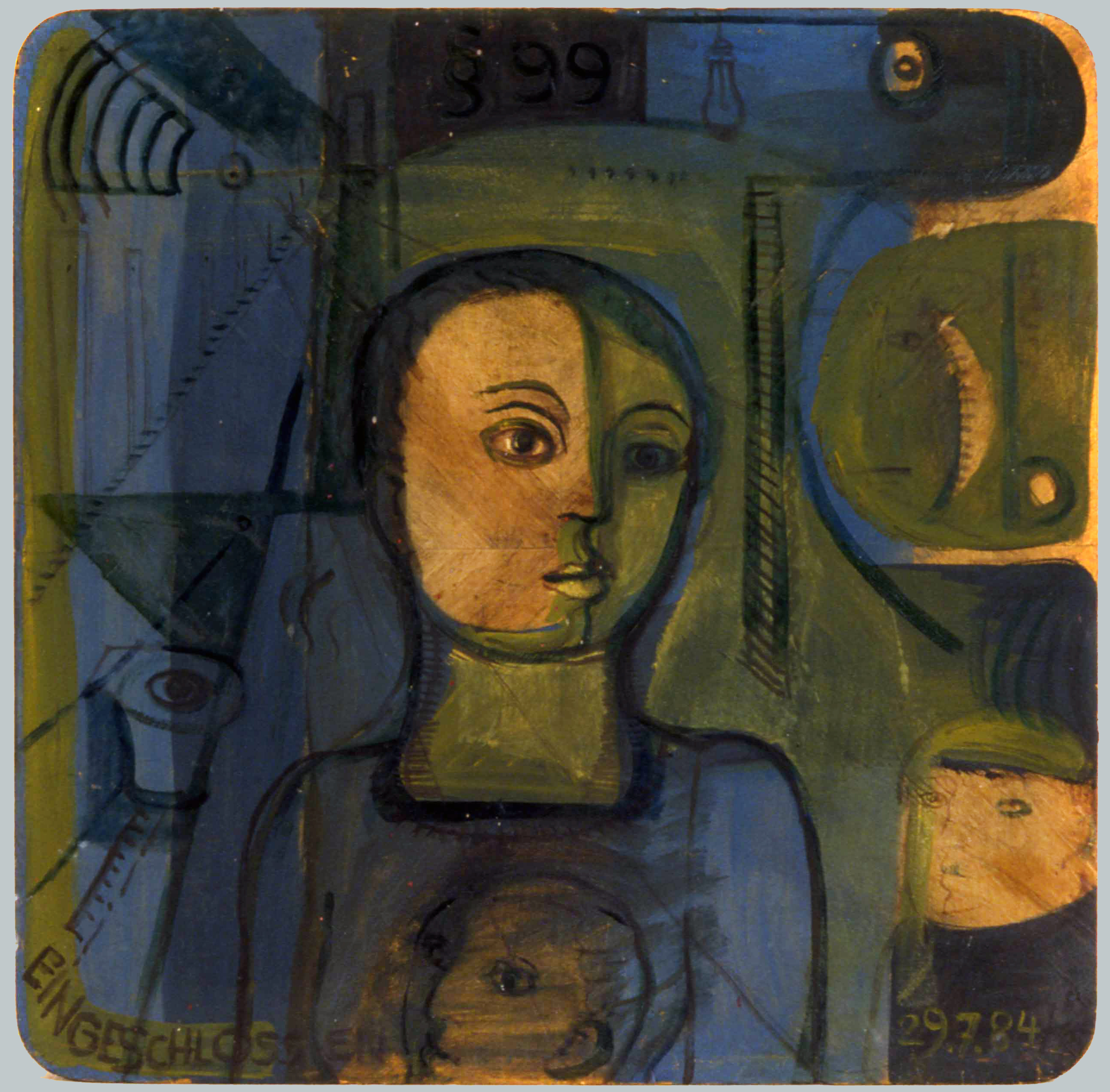
Bohley Eingeschlossene, Annemirl Bauer, undatiert

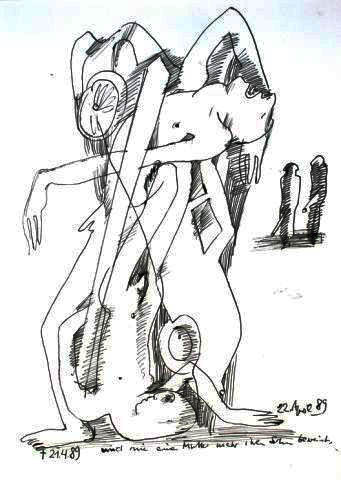
Letzter Mauertoter, Annemirl Bauer, Frühjahr 1989

Nach ihrem Diplom wurde sie in den Verband Bildender Künstler der DDR (VBK) aufgenommen. Studienreisen führten sie in diesen Jahren nach Ungarn, Bulgarien, Rumänien, Polen und die CSSR. In den 1970er Jahren fertigte sie im staatlichen Auftrag mehrere Wandbilder für öffentliche Gebäude in Berlin und Thüringen. Sie geriet ab Ende der 1970er-Jahre mit dem System in der DDR zunehmend in Konflikt. 1981 versuchten Mitarbeiter des Ministeriums für Staatssicherheit der DDR sie als Spitzel innerhalb der Künstlerszene als Inoffiziellen Mitarbeiter (IM) anzuwerben, was sie verweigerte.

### Politisches Engagement
Im Februar 1984 forderte Annemirl Bauer in einer Eingabe an den Präsidenten des Verbands Bildender Künstler, Willi Sitte, in Kopie unter anderem an DDR-Kulturminister Hans-Joachim Hoffmann und das für Kulturfragen zuständige Politbüromitglied Kurt Hager, ein Reiserecht für alle DDR-Bürger. Darin schrieb sie unter anderem: „Die Eingrenzung eines ganzes Volkes auf Dauer ist Gewaltanwendung und führt zu Isolierung und Entmündigung desselben“. Außerdem protestierte sie gegen die Selbstschussanlagen an der DDR-Grenze, die Freikaufgeschäfte und die „gewaltsame Ausbürgerung von Menschen, die ich zur schöpferischen Intelligenz zähle“, sowie gegen die staatlichen Maßnahmen gegen die kurz zuvor aus der Leitung des Verbands Bildender Künstler abgesetzte und mehrwöchig in der MfS-Untersuchungshaftanstalt Hohenschönhausen inhaftierte Malerin und Bürgerrechtlerin Bärbel Bohley. Als Reaktion auf die Eingabe wurde Annemirl Bauer im Juli 1984 aus dem Verband Bildender Künstler der DDR ausgeschlossen, was einem Berufsverbot gleichkam. Bereits im April 1984 eröffnete die Berliner Bezirksverwaltung des Staatssicherheitsdienstes (MfS) den Operativen Vorgang Zelle mit dem Ziel, „gerichtsverwertbare Beweise“ gegen Annemirl Bauer wegen „staatsfeindlicher Hetze“ zu erarbeiten und Zersetzungsmaßnahmen gegen sie zu organisieren. Dazu gehörte unter anderem, sie durch den „gezielten Einsatz von IM“, davon viele aus dem Bereich des Verbands Bildender Künstler, unter anderem IM Christian, Jürgen Strand, in ihrem Kollegen- und Freundeskreis zu isolieren und wirtschaftlich in Bedrängnis zu bringen. Dazu zählen auch die vom MfS organisierten nachträglichen Steuernachforderungen des Finanzamts oder Schikanen durch die staatliche Wohnungsverwaltung sowie mehrere ebenfalls von Mitarbeitern des Ministeriums für Staatssicherheit der DDR initiierten Einbrüchen und Vandalismus in ihrem Atelier. Aufgrund der Fürsprache von Künstlerkollegen wurde Annemirl Bauer 1986 trotzdem wieder in den Verband Bildender Künstler aufgenommen. Im Rahmen einer genehmigten Reise in die Bundesrepublik Deutschland gelangte sie 1987 illegal nach Spanien, kehrte aber anschließend in die DDR zurück.

### Privates
1969 wurde ihre Tochter Amrei geboren, die heute ihre Nachlassverwalterin ist. Im Frühsommer 1989 wurde bei Annemirl Bauer Krebs diagnostiziert, dem sie im August 1989 in Ost-Berlin erlag.

## Werke (Auswahl)
Annemirl Bauers Werke umfassen rund 16.000 Bildnisse. Darunter befinden sich zahlreiche Darstellungen auf traditionellen Malgründen wie Papier, Leinen, Acryl oder Glas. Sie hat aber auch auf Amtsformulare, Türen, Zimmerdecken, Fenster und Teppiche gemalt, z. B. Meine Freundin im November (Mischtechnik auf Möbelbrett, 1985; In Besitz des Annemirl Bauer Archivs).

„‚Der eigenwillige Materialeinsatz Annemirl Bauers ist nicht allein mit ihrer bisweilen prekären finanziellen Lage – als Resultat ihrer politischen Ausgrenzung – und ihrem dennoch unbändigen Gestaltungswillen zu erklären‘, er ist auch ‚auf die breite künstlerische Ausbildung und ein zentrales inhaltliches Anliegen zurückzuführen‘. Denn Annemirl Bauer bezeichnete die verwendeten Materialien, die insbesondere aus dem weiblich konnotierten Haushalt stammen, selbst als ‚Gleichnis für überkommene Muster, die ich auflösen möchte‘.“

In folgenden Sammlungen ist Annemirl Bauer vertreten: Kunstsammlung der Berliner Volksbank, Museums Junge Kunst in Frankfurt (Oder), Sammlung der Berlinischen Galerie, Kunstsammlung des Bundestages, Dresdner Kunstsammlung - Sammlung der Avantgarde, Museum Moritzburg Halle.

## Ehrungen
Am 18. September 2010 wurde in Berlin-Friedrichshain, wo sie in ihren letzten Lebensjahren am Bersarinplatz ihr Atelier unterhielt, eine zuvor namenlose Grünanlage am Bahnhof Ostkreuz in Annemirl-Bauer-Platz benannt.
Am 28. März 2012 wurde im Mauer-Mahnmal des Deutschen Bundestages im Marie-Elisabeth-Lüders-Haus die Ausstellung In meinem eigenen Lande: die Malerin und Dissidentin Annemirl Bauer eröffnet.
Die Werkschau Ich möchte kein gefangener Vogel im Käfig sein. Annemirl Bauer wurde ab Ende April 2015 für zwei Monate im Kunstmuseum Dieselkraftwerk Cottbus gezeigt.

## Künstlerische Rezeption
„Die zahlreichen Bilder, Zeichnungen und Texte der Künstlerin belegen, dass sie einen Weg gegangen ist, der ihrer unerschrockenen, kampfesmutigen und kreativen Lebensart entsprach. Dennoch hat sie die verschiedenen Möglichkeiten unseres Seins eindrucksvoll darzustellen verstanden. So lernen wir in ihrem Werk sowohl die Frau kennen, die ‚glanzlos und dumpf, ohne Konturen und ohne Feuer, ein unterwürfiges Opfer‘ war, ‚das ihrerseits jemanden in der Schlinge hatte‘, als auch jene, ‚die blitzte und funkelte, … scharfe Kanten, wissende Augen und ein schallendes Lachen‘ besaß und zugleich ‚Kämpferin und Trösterin, Provokateurin und Vorbild‘ war“, schreibt die Direktorin des Museums Junge Kunst Frankfurt (Oder), Brigitte Rieger.
Der einstige Ost-Berliner Galerist Christof Tannert formulierte 2007: „Unbändiges Malen, unbändiges Sinnen. Opulent und dissident ist Annemirl Bauers Werk. Was da nämlich auf den ersten Blick heiter-naiv, selten auch düster, daherzukommen scheint, ist intim hintersinnig und tiefgründig fragend, immer und vor allem aber: malerisch. Da sind Farben Linien und Linien Farbe, da ist zufälliges Material und da sind Komposition und Opposition Bekenntnis“.
Die Kunsthistorikerin Inken Dohrmann äußerte über Annemirl Bauer: „Im Laufe der Jahre verdichteten sich ihre Zeichnungen zu einer Wort und Bild vereinenden Kunstsprache. »Über das Weibliche möchte ich sprechen«, so Annemirl Bauer in jener Zeit, »weil ich in einer männlichen Welt lebe, wo das weibliche Sein so gut wie nicht sichtbar ist.« Wortspiele webte sie in ihre Bildideen ein, entlarvte »weibliches Sein« als das »Seine«, das »Ihre« als das »Irre«, verwies auf »wohlfahrende Männlichkeit«, die »willfährige Weiblichkeit« zur Voraussetzung hat. In den Umrissen ihrer Figuren, die sie rasch und in sicherer Linienführung unter Aussparung des Individuellen aufs Papier bannte, wird neben persönlich Erlebtem allgemein Menschliches sichtbar.“